# Brentford
Brentford – dzielnica Londynu położona 13 km na południowy zachód od Charing Cross w okręgu London Borough of Hounslow w hrabstwie ceremonialnym Wielki Londyn. Miasto położone jest przy ujściu rzeki Brent do Tamizy.

## Historia
Pod Brentford miała miejsce bitwa w r. 1016, w której Edmund II pokonał Duńczyków. Wieś była wzmiankowana w Domesday Book.